# František Václav Kager ze Štampachu
František Václav říšský hrabě Kager ze Štampachu (německy Franz Wenzel Reichsgraf Kager von Stampach; 8. května 1742 Valeč – 22. dubna 1804 Praha) byl český šlechtic, politik a státní úředník. Od mládí působil v justiční sféře Českého království, v letech 1794–1802 zastával funkci nejvyššího purkrabího a prezidenta českého zemského gubernia.

## Biografie

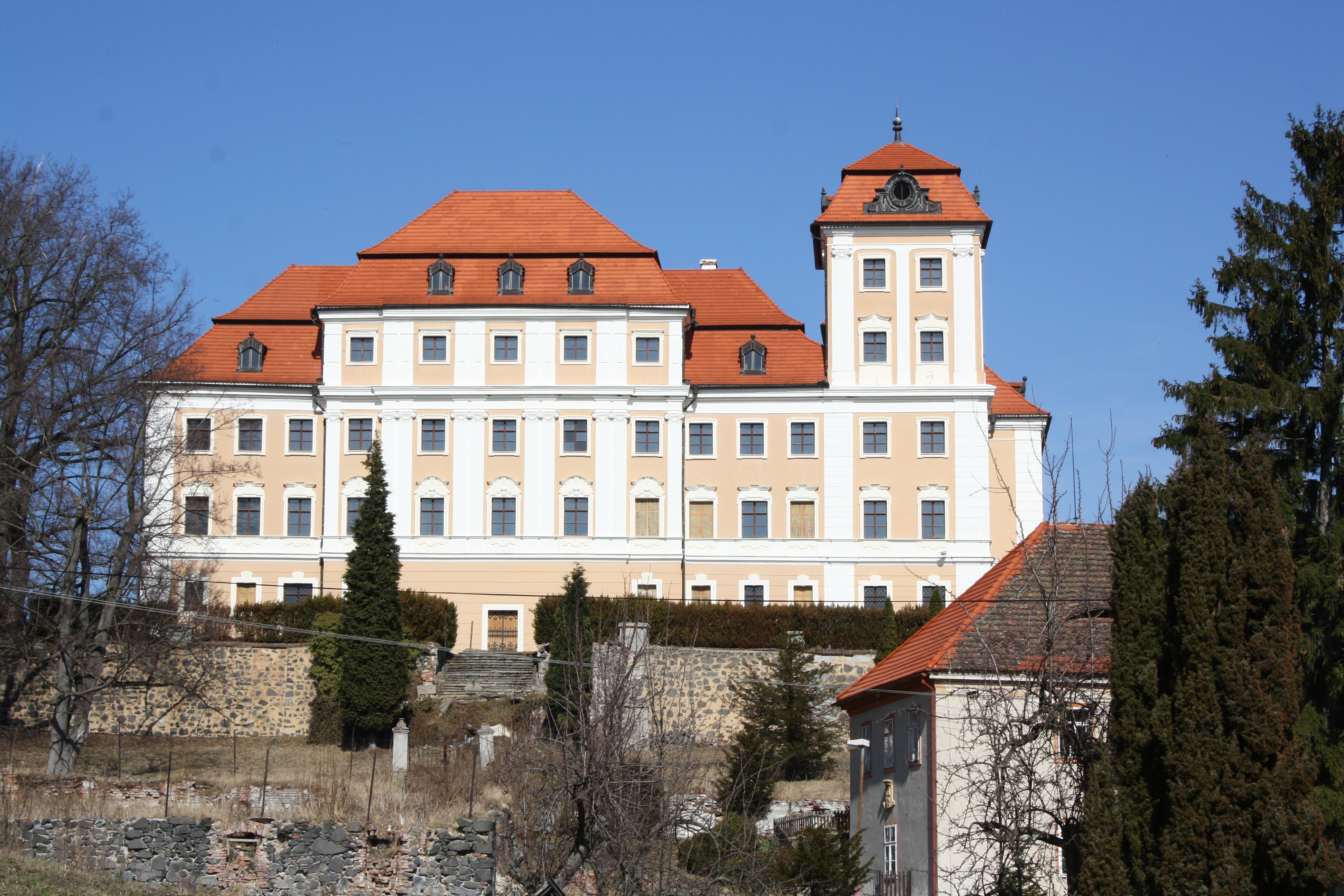
Zámek Valeč, rodiště Františka Václava Kagera ze Štampachu

Pocházel ze starého německého rodu Štampachů usazeného od 15. století v Čechách. Byl synem Václava Erazima Štampacha (1693–1749) a jeho manželky Barbory, rozené Haugvicové z Biskupic (1714–1784). Narodil se na zámku Valeč, který byl tehdy majetkem rodu. Otec zastával úřad hejtmana žateckého kraje a v roce 1741 byl povýšen do stavu svobodných pánů. František Václav byl poté s bratrem Janem Ferdinandem a strýcem Karlem povýšen do stavu říšských hrabat (1756).
Získal výborné vzdělání, vystudoval práva na Karlově univerzitě a ve dvaceti letech vstoupil do státních služeb. Začínal jako rada apelačního soudu (1764), později byl dvorním radou u nejvyššího zemského soudu, kde měl v kompetenci záležitosti manského práva. V letech 1782–1792 zastával funkci viceprezidenta apelačního soudu. Jako vysoký zemský úředník se v roce 1791 zúčastnil korunovace Leopolda II. na českého krále. V roce 1792 byl povolán do Vídně, kde působil v justici jako prezident dolnorakouského zemského práva (1792–1794). 

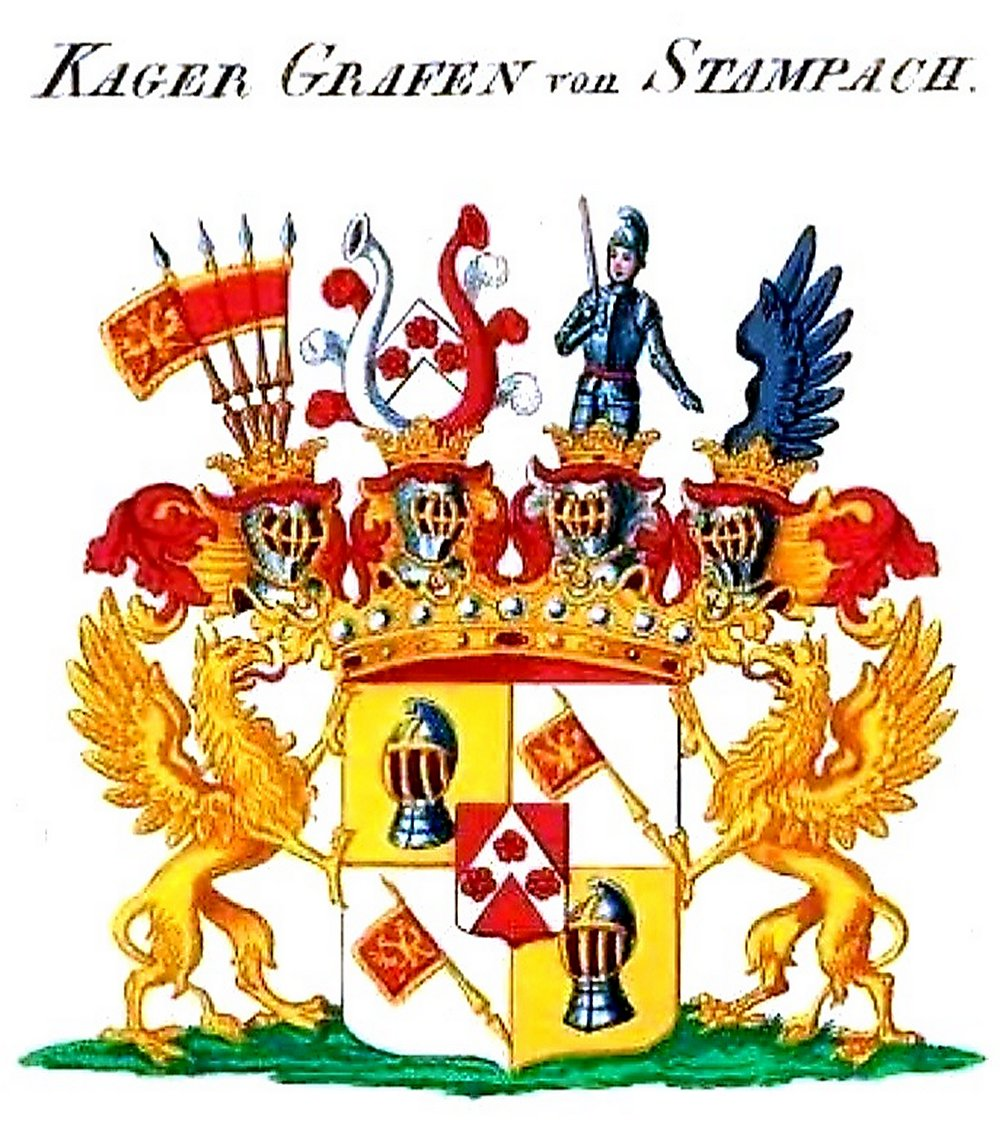
Erb rodu Kagerů ze Štampachu s insigniemi říšských hrabat (1756)

V roce 1794 se vrátil do Prahy a ke dni 24. února byl uveden do vrcholné funkce ve správě Českého království. V letech 1794–1802 byl nejvyšším purkrabím, respektive prezidentem českého zemského gubernia. Jako delegát zemského sněmu v různých záležitostech často jednal ve Vídni a vždy hájil zájmy českých stavů. Ve svém funkčním období byl ale také konfrontován s probíhajícími válkami s republikánskou Francií a jménem vídeňské vlády musel žádat sněm o uvolnění vysokých finančních příspěvků pro armádu. Kromě politiky věnoval svou pozornost i realizaci veřejných stavebních zakázek a po roce 1800 inicioval novostavbu kostela sv. Gotharda v Bubenči financovanou ze stavovských prostředků. V roce 1802 požádal ze zdravotních důvodů o uvolnění z funkce, ale v roce 1803 byl znovu povolán do Vídně ve funkci druhého dvorského maršálka císařského dvora.
Byl také c. k. komořím a v roce 1782 obdržel titul skutečného tajného rady s nárokem na oslovení Excelence. Před odchodem z funkce nejvyššího purkrabího získal velkokříž Řádu sv. Štěpána (1801).
Zemřel v Praze 22. dubna 1804 ve věku 61 let. Pohřben byl spolu s manželkou a dalšími členy rodu v kryptě kostela sv. Martina ve Vidhosticích.

## Majetkové a rodinné poměry

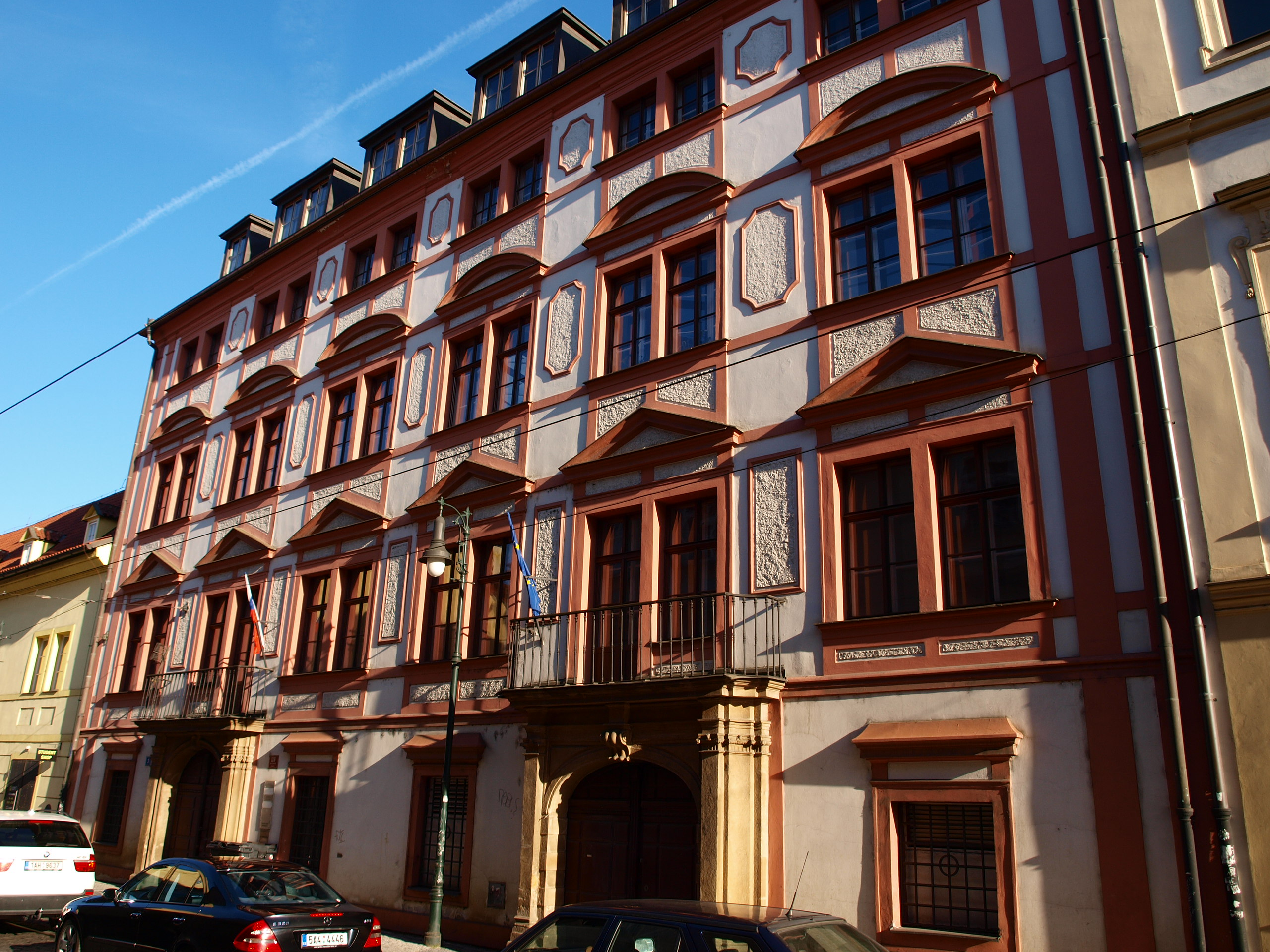
Palác Štampachů v Praze na Malé Straně

Po strýci Karlovi (1691–1768), císařském generálovi jezdectva, zdědil několik nevelkých panství v severních Čechách na Lounsku (Mlýnce, Lužec, Ležky, Vidhostice). Tento majetek byl na základě závěti Karla ze Štampachu vázán statutem fideikomisu zřízeného se svolením Marie Terezie (1763). Na statcích bylo několik dnes již neexistujících sídel nevelkého významu, například zámek ve Vidhosticích zbořený ve 20. století nebo zámek Mlýnce, postavený Františkovým otcem Václavem po roce 1733, později ale zásadně přestavěný. Ve Vidhosticích nechal v roce 1791 postavit kostel sv. Martina, který byl zároveň určen jako rodové pohřebiště, do krypty byly přeneseny ostatky několika Štampachů z jiných rodinných hrobek. Hlavní rezidencí byl zámek Lužec, který byl v průběhu 18. století stavebně upravován. V této době poblíž nového zámku stály ještě pozůstatky staré tvrze. V Praze sídlila rodina ve Štampachovském paláci (dnes zvaný Windischgrätzovský) v Letenské ulici na Malé Straně. Tento objekt byl ve druhé polovině 60. let 18. století přestavěn, aby splňoval nároky na reprezentaci vysokého zemského úředníka.
V roce 1766 se na zámku v Mníšku pod Brdy oženil s hraběnkou Karolínou z Unwerthu (1745–1802), nejstarší dcerou Jana Ignáce z Unwerthu. Karolína byla později c. k palácovou dámou a dámou Řádu hvězdového kříže. Z manželství se narodilo sedm dětí, ale jen tři se dožily dospělého věku. Synové Václav (1771–1815) a Jan (1777–1830) byli posledními mužskými potomky této linie Štampachů. Fideikomis Lužec v roce 1830 zdědila jejich sestra Marie Anna (1772–1848), která nechala lužecký zámek romanticky přestavět. Byla provdaná za hraběte Karla Pachtu z Rájova (1758–1846) a jejich dcery později zdědily panství Mníšek pod Brdy po vymřelém rodu Unwerthů.